# Dąbrowa (powiat ostrołęcki)
Dąbrowa – wieś sołecka w Polsce położona w województwie mazowieckim, w powiecie ostrołęckim, w gminie Baranowo.
W latach 1975–1998 miejscowość należała administracyjnie do województwa ostrołęckiego.